# Wally Nightingale
Warwick Alan „Wally“ Nightingale (3. Januar 1956 in West Kensington, London – 6. Mai 1996) war ein englischer Gitarrist. Zusammen mit Paul Cook und Steve Jones gründete er die Band, aus der später die Sex Pistols wurden.

## Jugend
Er besuchte die Phoenix High School, London, Christopher Wren Boys' School in Shepherd's Bush. Da lernte er Paul Cook und Steve Jones kennen, die dort ebenfalls Schüler waren.

## Bands

### The Strand
1972, am Ende ihrer Schulzeit, schlug Nightingale Cook und Jones vor, eine Band zu gründen. Die drei nannten sich The Strand, nach dem Song Do the Strand von Roxy Music. Jones wurde der Sänger, Nightingale spielte Gitarre und Cook war der Schlagzeuger. Jones und Nightingale stahlen hochwertige Instrumente und Ausrüstung von professionellen Musikern (darunter Bob Marley, Rod Stewart und David Bowie), indem sie in Veranstaltungsorte einbrachen, in denen diese auftreten sollten. Die Band begann tagsüber in Nightingales Haus in East Acton zu proben, wenn seine Eltern bei der Arbeit waren. Bald kam Del Noones (Paul Cooks Schwager) als Bassist hinzu, sowie ein paar Freunde von Steve Jones von der Christopher Wren Boys' School, Steve Hayes und Jimmy Macken. Kurzzeitig war auch ein Conga-Spieler namens Cecil dabei.
Ende 1974 begann die Band, in einem der Tonstudios der Riverside Studios zu proben, wo Nightingales Vater arbeitete. Noones wurde aus der Band entlassen, weil er nicht zu den Proben erschien; er wurde durch Glen Matlock ersetzt. Er war Teilzeitverkäufer in Malcolm McLarens Bekleidungsgeschäft. Während dieser Zeit schrieb Nightingale die Musik für Did You No Wrong, ein Lied, das schließlich die B-Seite der Single der Sex Pistols wurde.

### The Swankers
Zu diesem Zeitpunkt hatte Bernie Rhodes Interesse gezeigt, die Band zu managen, die sich nun The Swankers nannte. Ihr einziger öffentlicher Auftritt war Anfang 1975 bei einer Geburtstagsfeier für einen von Cooks Freunden in Chelsea. Es war ein kurzer Auftritt mit nur drei Liedern.
Jones, der von McLarens früherem Engagement bei den New York Dolls beeindruckt war, bat McLaren wiederholt darum, Manager der Band zu werden, und Mitte 1975 stimmte dieser zu. McLaren war jedoch der Meinung, dass Nightingale nicht in das Bild der Band passte, das ihm vorschwebte, und sagte Jones und Cook, er würde sie nur managen, wenn sie sich von Nightingale trennten. Jones, der sich in der Rolle des Sängers nicht wohl fühlte, hatte mehrere Monate lang heimlich hart daran gearbeitet, Gitarre spielen zu lernen.

### The Sex Pistols
Nach dem Ausscheiden von Nightingale nannte sich die Band auf Vorschlag von McLaren in QT / Kutie Jones & his Sex Pistols um, doch der Name wurde bald zu The Sex Pistols verkürzt. McLaren suchte nach einem neuen Sänger und entschied sich für John Lydon, der häufig in seinem Laden war. Ihren ersten Auftritt hatten die Sex Pistols am 6. November 1975, sechs Monate nach Nightingales Weggang. In einem späteren Interview erinnerte sich Nightingale daran, wie er ihnen bei einem Auftritt im 100 Club in der Oxford Street zusah und kommentierte, dass seine alten Bandkollegen Jones und Cook „nicht einmal mit mir reden wollten. Im Nachhinein bin ich wohl stolz darauf, in der Punkszene mitgewirkt zu haben, auch wenn ich nicht jedem davon erzähle. Nachdem ich (die Band) verlassen hatte, haben Steve und die anderen mich in der Musikpresse übelst verunglimpft. Ich habe nie wirklich gewusst, warum, ich habe ihnen nie etwas angetan.“ Zu seiner rückblickenden Meinung über McLarens Rolle bei seinem Ausschluss aus der Band sagte Nightingale im selben Interview jedoch: „McLaren war hinterhältig und clever. Er sah Dinge, die andere Leute nicht sahen, und ich nehme an, das gab ihm seinen Vorteil. Malcolm hat die Sex Pistols gemacht.“

## Späteres Leben
Nach seinem Ausstieg aus der Band verfolgte Nightingale seine Musikkarriere weiter, allerdings mit begrenztem Erfolg. 1981 gründete er eine Band namens Key West, und ein Demo mit vier Songs wurde bei Warner Bros. Records eingereicht, die zunächst Interesse zeigten. Die Band spielte, ließ ein MTV-Video filmen und ausstrahlen. Sie nahm einige Demos in den Fastbuck Studios in Chiswick auf. Key West erhielt jedoch keinen Plattenvertrag und löste sich nach zwei Jahren wieder auf.
1981, nach dem Tod seines Vaters, wurde Nightingale drogensüchtig und wurde wegen einer damit verbundenen Verurteilung für sechs Monate inhaftiert.
Nightingales spätere öffentliche musikalische Auftritte waren selten. Im Jahr 1989 trat er als Gastgitarrist der Punkrockband Beat of the Beast aus Brentwood auf. Im November 1995 spielte er Gitarre beim Song Rich Girls auf dem Album Sex, Drugs & HIV von Mat Sargent. Im selben Monat trat er auch mit der Band des HIV-Wohltätigkeitsprojekts Rock'n'Roll Gypsies auf.

## Tod
Warwick Nightingale starb am 6. Mai 1996 im Alter von 40 Jahren an einer drogenbedingten Krankheit.

## Credits für Songwriting
Die Band, aus der später die Sex Pistols hervorgingen, spielte hauptsächlich Coverversionen von Werken anderer Bands und schrieb, bevor Glen Matlock und John Lydon dazukamen, nur zwei eigene Songs. Einer davon hieß Scarface (mit Musik von Nightingale und einem Text, der laut Glen Matlock von Nightingales Vater geschrieben wurde) und wurde nie veröffentlicht. Der andere Song war Did You No Wrong, für den Nightingale die Musik komponierte und Jones den Originaltext schrieb. Jones' Text zum letztgenannten Song wurde 1977 von John Lydon umgeschrieben, aber Nightingales musikalisches Arrangement blieb unverändert. Der Song wurde als B-Seite der zweiten Single der Sex Pistols „God Save The Queen“ platziert. Später wurde er auf dem Kompilationsalbum Flogging a Dead Horse veröffentlicht und von der Band während ihrer Reunion-Tourneen in den 1990er und 2000er Jahren regelmäßig live gespielt. In den Datenbanken der Verwertungsgesellschaften wird Nightingale neben Cook, Jones, Lydon und Matlock als Co-Autor des Songs anerkannt.